# Granati

Granati su skupina minerala koju ljudi rabe još od Brončanog doba, kao drago kamenje i kao abraziv. Danas su granati široko poznati kao rođendanski kamen za mjesec siječanj. Granati se najčešće pojavljuju u crvenoj boji, ali prisutni su varijeteti u bojama cijelog spektra. Ime im dolazi od latinske riječi granatus (zrnast), vjerojatno kao aluzija na plod biljke Punica granatum mogranj, koji ima žarko crvene sjemenke sličnog oblika, veličine i boje kao i neki kristali granata.
Šest najčešćih varijeteta granata razlikuju se prema svom kemijskom sastavu. To su pirop, almandin, spassartit, grossular (čiji varijeteti su hessonit i tsavorit), uvarovit i andradit. Granati čine dvije čvrste serije; 1. pirop-almandin-spesartit te 2. uvarovit-grossular-andradit.

## Fizičke osobine

### Vanjski izgled
Pojavljuju se u mnogo boja, uključujući crvenu, narančastu, žutu, zelenu, plavu, ljubičastu, smeđu, crnu, a mogu biti i bezbojni. Najrjeđi je plavi granat, otkriven kasnih 1990-ih u Bekilyu, na Madagaskaru. On mijenja boju iz plavozelenkaste na danjem svjetlu do tamnoljubičaste pri svjetlosti svijeće (lampe), a to je rezultat relativno visokog udijela vanadija (oko 1% V2O3). I neki drugi varijeteti granata mijenjaju boju. Na danjem svjetlu njihov raspon boja varira od zelene, bež, smeđe, sive do plave, ali pri svjetlosti lampe vidimo ih u crvenkastim do ljubičastim/ružičastim nijansama. Zbog te osobine mijenjanja boja, ovakve granate često mijenjamo s aleksandritom.
Što se propuštanja svjetlosti tiče, granati mogu biti prozirni do posve neprozirni (opáki), a svi oni se koriste u industrijske svrhe (tj. dobivaju se i sintetički). Sjaj im je staklast do smolast.

### Kristalna struktura
Granati su nezosilikati s općenitom formulom X3Y2(SiO4)3. X je dvovalentni kation (Ca, Mg, Fe2+), a Y trovalentni kation (Al, Fe3+, Cr). Kemijski elementi u granatima uključuju kalcij, magnezij, aluminij, dvovalentno i trovalentno željezo, krom, mangan i titanij. Kristali su najčešće u obliku rompskog dodekaedra, deltoidskog ikozitetraedra, te u kombinacijama tih dviju formi. Kristaliziraju u kubičnom sustavu, što znači da imau sve tri osi jednake dužine i sve tri osi međusobno okomite. Nemaju kalavost pa kada se lome pod pritiskom, nastaju neravni, oštri komadići.

### Tvrdoća
Zbog kemijskog sastava granata koji varira, varira također i jačina atomskih veza unutar varijeteta, pa su neki granati tvrđi, a neki mekši. Kao rezultat toga, ovi minerali prema Mohsovoj skali pokazuju raspon tvrdoće od oko 6.5 do 7.5. Tvrđi varijeteti, kao almandit (almandin) često se koriste u abrazivne svrhe.

## Krajnji članovi

### Grupa Piralspita - Al na mjesto Y-kationa
- Almandin: Fe3Al2(SiO4)3
- Pirop: Mg3Al2(SiO4)3
- Spessartin: Mn3Al2(SiO4)3

#### Almandin
Almandin (ili almandit) je moderan dragi kamen. Ime je dobio po Alabandi, regiji u Maloj Aziji, gdje se kamenje vadilo još u antička vremena. Kemijski, almandin je željezno-aluminijski granat, s formulom Fe3Al2(SiO4)3; tamnocrveni prozirni kamen često nazivamo i dragim te ga koristimo za nakit (najčešći dragi kamen među granatima). Almandin se pojavljuje u metamorfnim stijenama kao što su tinjci, zajedno s mineralima staurolita, kijanita, andaluzita i drugih. Almandin je još poznat i kao orijentalni granat te almandinski rubin.

#### Pirop
Dobio je ime prema latinskoj riječi pyropos, što znači vatra. To je žarkocrveni mineral, a po kemijskom sastavu je magnezijsko-aluminijski silikat s formulom Mg3Al2(SiO4)3, iako magnezij može biti dijelom zamijenjen kalcijem ili dvovalentnim željezom. Boja piropa varira od tamnocrvene do gotovo crne. Prozirni varijeteti koriste se kao drago kamenje za nakit.
Varijetet piropa iz Macon Countya, Sjeverna Karolina, ljubičasto-crvenkaste je nijanse i nazvan je rodolit, prema grčkoj riječi za ružu. Prema kemijskom sastavu to je izomorfna mješavina piropa i almandina, gdje je odnos piropa i almandina 2:1. Pirop je još poznat kao Arizona rubin, California rubin, Rocky Mountain rubin, Cape rubin te Bohemian granat u Češkoj.
Plavi varijetet granata s Madagaskara je zapravo mješavina piropa i spessartina. Boja im nije plava poput safira nego više vuče na sivkastoplavu i zelenkasto plavu, kakvu možemo sresti kod spinela, ali pod svjetlošću bijele LED lampe boja je jednaka safirnopavoj. To je moguće zbog sposobnosti plavih granata da apsorbiraju žutu komponentu iz emitiranog bijelog svjetla.
Pirop je indikator visokotlačnih uvjeta nastanka stijena. Granati koje nalazimo u plaštu, peridotitima i eklogitima često sadrže pirop.

#### Špesartin
Špesartin ili špesartit jest mangansko-aluminijski granat, formule Mn3Al2(SiO4)3. Ime je dobio po Spessartu u Bavarskoj. Najčešće se pojavljuje u granitnim pegmatitima te sličnim stijenama, s niskim udjelom metamorfnih filita. Prekrasni narančasto-žuti špesartini nađeni su na Madagaskaru (mandarinski granat). Ljubičasto-crveni špesartini nađeni su u riolitima u Coloradu i Maineu.

### Grupa Ugrandita - Ca na mjesto X-kationa
- Andradit: Ca3Fe2(SiO4)3
- Grossular: Ca3Al2(SiO4)3
- Uvarovit: Ca3Cr2(SiO4)3

#### Andradit
Andradit je kalcijsko-željezoviti granat, formule Ca3Fe2(SiO4)3 (iako kemijski sastav varira), a može doći u crvenoj, žutoj, smeđoj, zelenoj ili crnoj boji. Prepoznatljive podvarijante su topazolit (žut ili zelen), demantoid (zelen) i melantit (crn). Andradit nalazimo i u dubokim magmatskim stijenama (kao što je npr. sijenit) i u serpentinima, škriljavcima te kristalinskom vapnencu. Demantoid se ponekad zove i "smaragd s Urala", jer ga pronalazimo tamo, a također je jedan od najskupocjenijih varijeteta granata. Topazolit je zlatnožuti varijetet, a melanit crn.

#### Grossular
Grossular je kalcijsko-aluminijski granat s formulom Ca3Al2(SiO4)3, iako kalcij ponekad može djelomično biti zamijenjen dvovalentnim željezom, a aluminij trovalentnim željezom. Ime je dobio po botaničkom imenu za ogrozd, grossularia, kao aluziju na zelenu boju grossulara kojeg pronalazimo u Sibiru. Ostale nijanse uključuju smeđu poput cimeta, crvenu i žutu boju. Zbog svoje tvrdoće koja je manja od tvrdoće cirkona, na kojeg liče žuti kristali grsulara, zovu ga još i hessonit, prema grčkoj riječi za "podređen". Grossular nalazimo na kontaktu metamorfnih vapnenaca i vezuvijanita, diopsida, wollastonita i wernerita.
Jedan od najtraženijih varijeteta dragih granata jest zeleni grossular iz Kenije i Tanzanije, nazvan tsavorit. Ovaj granat je otkriven 1960-ih u kenijskoj Tsavo regiji, prema kojoj je dragi kamen i dobio ime.

#### Uvarovit
Uvarovit je kalcijsko-kromski granat s formulom Ca3Cr2(SiO4)3. Ovo je prilično rijedak granat, žarko zelene boje, a obično ga nalazimo u obliku malih kristala u kromitu i peridotitima, serpentinitu te kimberlitima. Nađen je i u mramorima te u škriljavcima na Uralu te Outokumpuu, u Finskoj.

### Rjeđi članovi
- Kalcij na mjestu X-kationa
  - Goldmanit: Ca3V2(SiO4)3
  - Kimzeyit: Ca3(Zr,Ti)2[(Si,Al,Fe3+)O4]3
  - Morimotoit: Ca3Ti4+Fe2+(SiO4)3
  - Schorlomit: Ca3(Ti4+,Fe3+)2[(Si,Ti)O4]3
- Hidroksidi s kalcijem na mjestu X-kationa
  - Hidrogrossular: Ca3Al2(SiO4)3-x(OH)4x
    - Hibschit: Ca3Al2(SiO4)3-x(OH)4x (gdje je x između 0.2 i 1.5)
    - Katoit: Ca3Al2(SiO4)3-x(OH)4x (gdje je x veći od 1.5)
- Magnezij ili mangan na mjestu X-kationa
  - Knorringit: Mg3Cr2(SiO4)3
  - Majorit: Mg3(Fe,Al,Si)2(SiO4)3
  - Calderit: Mn3Fe3+2(SiO4)3

#### Knorringit
Knorringit je magnezijsko-kromski granat s formulom Mg3Cr2(SiO4)3. 
Čisti knorrignit se nikada ne pojavljuje u prirodi. Granati s visokim udjelom knorringita mogu se pojaviti samo pod vrlo visokim tlakom. Knorringit je zapravo pirop s vrlo visokim udjelom kroma i često ga se nalazi u kimberlitima. Koristi se kao mineral indikator u potrazi za dijamantima.

## Sintetički granati
U itrijsko-željezovitom granatu (YIG), Y3Fe2(FeO4)3, pet željezo(III) iona okupiraju dva oktaedarske i tri tetraedarske stranice, s itrij(III) ionima koordiniranim s osam kisikovih iona u nepravilnoj kocki. Ioni željeza na dvije strane u koordinaciji imaju različit spin, što rezultira magnetičnim ponašanjem. Zamjenom specifičnih dijelova s, npr. elementima rijetkih zemalja, mogu se dobiti zanimljiva svojstva minerala.
Jedan primjer za to je gadolinijsko-galijski granat, Gd3Ga2(GaO4)3, koji se sintetizira za upotrebu memorije s magnetskim mjehurićima.
Itrijsko-aluminijski granat (YAG), Y3Al2(AlO4)3, koristi se kao sintetički dragi kamen. Kada mu se doda neodimij (Nd3+), ovaj YAl-granat se koristi kao medij u laserima.

## Upotreba granata
Čisti kristali granata koriste se kao drago kamenje. Granatni pijesak dobar je abraziv, a često dođe i kao zamjena za silikonski pijesak pri pjeskarenju. Pomiješani s vodom pod vrlo visokim pritiskom, granati se koriste za rezanje čelika i drugih materijala vodenim mlazom. 
Granati su ključni minerali u interpretaciji geneze mnogih magmatskih i metamorfnih stijena. Izmjena elemenata je relativno spora u granatima, uspoređujući ih s drugim mineralima, pa su oni relativno otporni na alteracije (zamjene elemenata u kemijskom sastavu). Dakle, granati često očuvaju zonalnost koja nam koristi u interpretaciji temperaturnih obilježja u povijesti stijene u kojoj su rasli. Granatna zrna koja nedostaju u kompozicijskoj zonalnosti obično znače da su bila homogenizirana difuzijom, a konačna homogenizacija također implicira na temperaturno-vremenska obilježja petrološke prošlosti.
Granati su također korisni pri definiranju metamorfnih facijesa stijena. Na primjer, eklogit može biti definiran kao stijena iz bazaltne serije, ali većinom se sastoji od granata i omfacita. Piropom bogati granati su ograničeni na relativno visokotlačne metamorfne stijene, kao što su one u dubljoj Zemljinoj kori te u plaštu. Peridotiti mogu sadržavati plagioklase ili aluminijem bogate spinele, ili pak piropom bogate granate, a prisutnost bilo kojeg od ova tri minerala daje nam podatke o temperaturi i tlaku pri kojima bi ti minerali mogli koegzistirati s olivinima i piroksenima: ta tri minerala pojavljuju se tim redom pri povećanju tlaka radi stabilnosti skupine peridotitnih minerala. Dakle, granatni peridotiti nastaju u dubokoj unutrašnjosti Zemlje. Ksenoliti iz granatnih peridotita vađeni su s dubine veće od 100 km, a granati iz takvih ksenolita koriste se kao indikatori za kimberlite, stijene u kojima nalazimo dijamante. Na dubinama od oko 300 do 400 km piroksenska komponenta se razgrađuje u granate, tako što se zamjenjuju (Mg,Fe) i Si s 2Al u oktaedrima (Y) granatne strukture, stvarajući neuobičajeno silicijem bogati granat čija čvrsta otopina sliči majoritu. Takav silicijem bogati granat nađen je kao inkluzija u dijamantima.

## Vanjske poveznice
- PMF.unsa.ba - model 1[neaktivna poveznica]
- PMF.unsa.ba - model 2[neaktivna poveznica]